# Ilkendorf

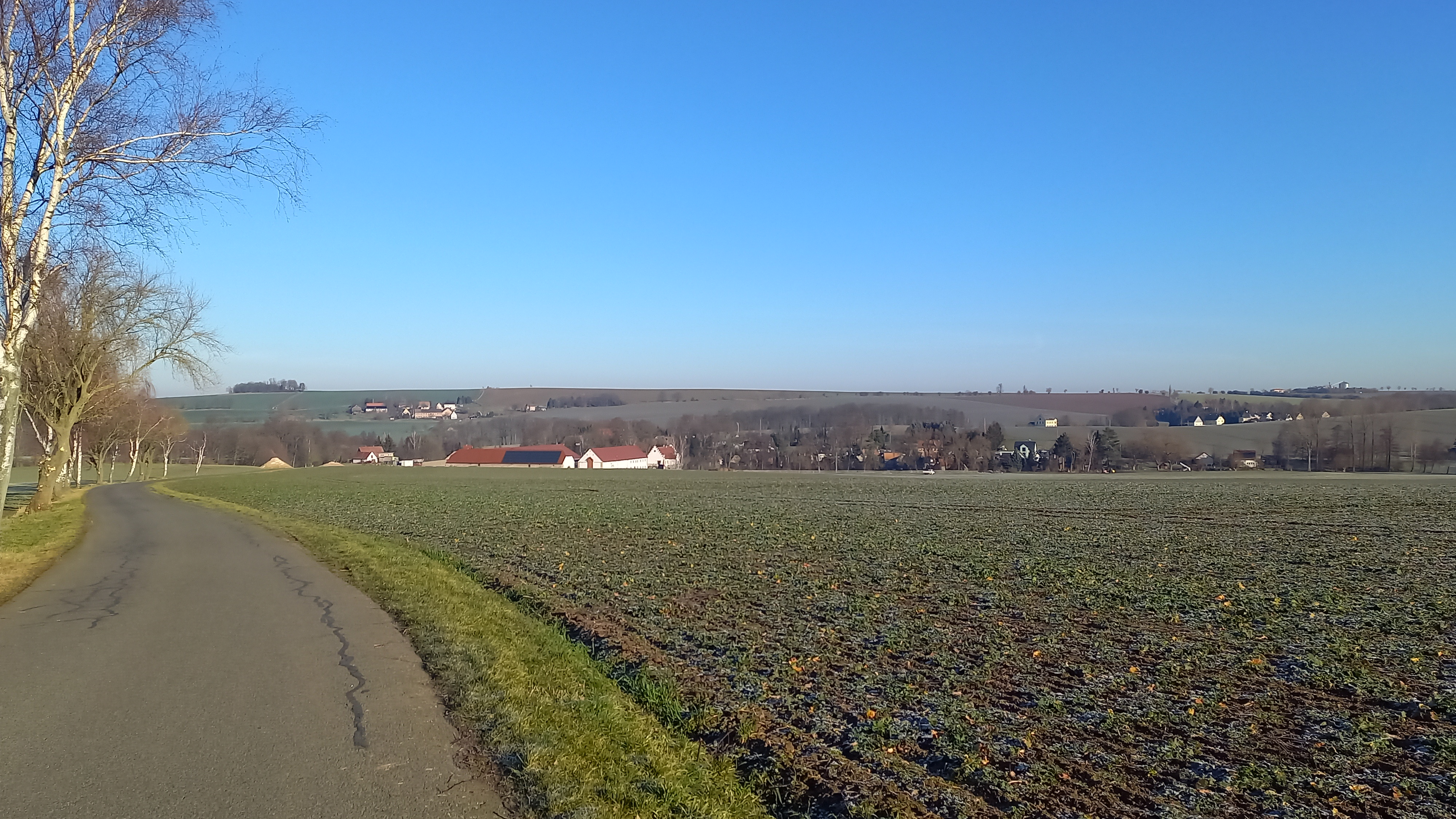
Blick auf Ilkendorf

Ilkendorf ist ein Gemeindeteil der sächsischen Stadt Nossen im Landkreis Meißen.

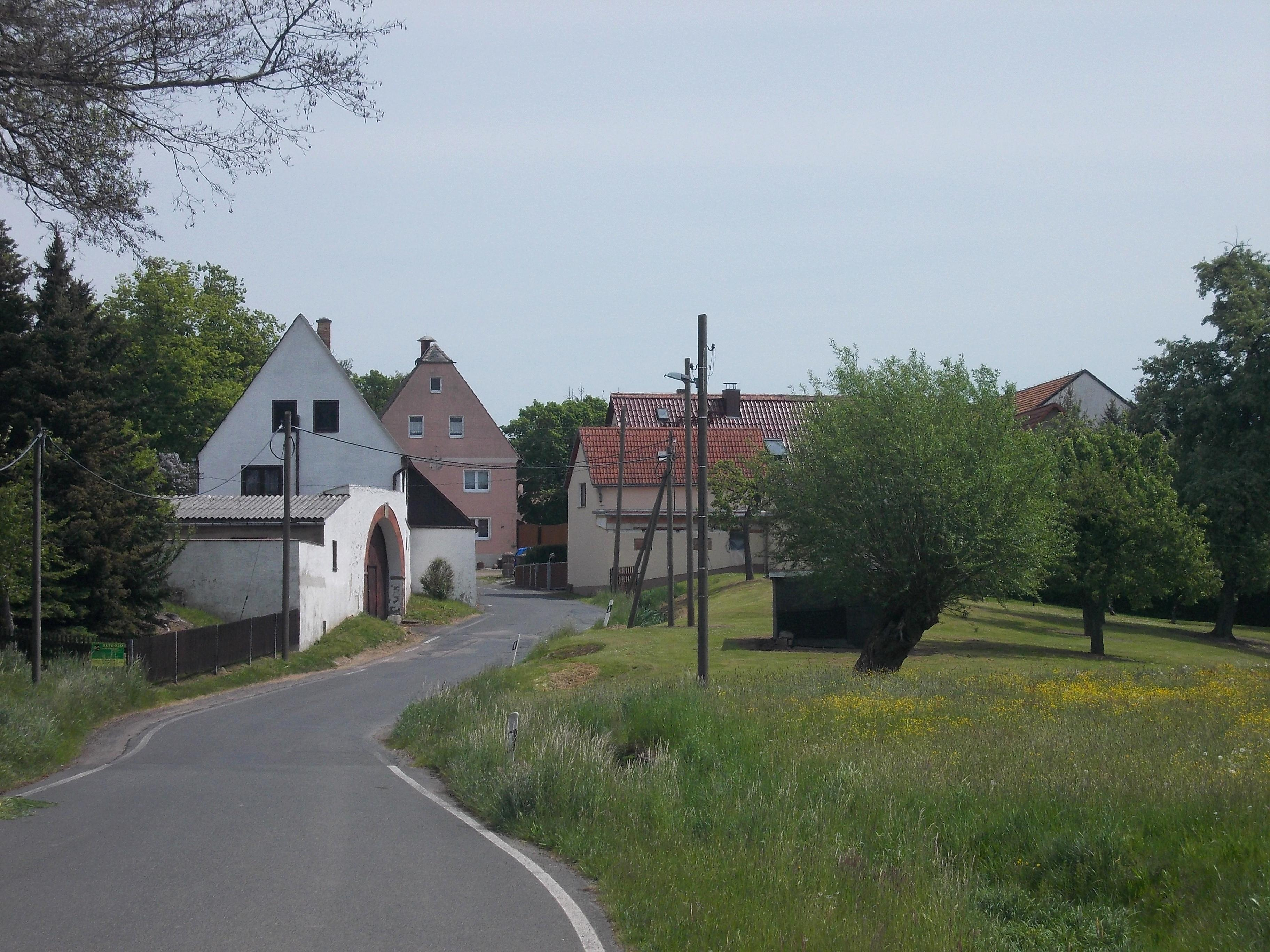
Die Hauptstraße von Ilkendorf

## Geografie
Ilkendorf liegt etwa 3,5 Kilometer nordöstlich von Nossen in der Mitte Sachsens. Durch Ilkendorf fließt der Reißigbach. Südlich des Ortes verläuft die Bundesautobahn 14, die nächstgelegenen Anschlussstellen sind Nossen-Ost und -Nord.
Nachbarorte von Ilkendorf sind Radewitz im Norden, Karcha und Gohla im Nordosten, Wendischbora im Südosten, Eula im Süden, Gruna und Nossen im Südwesten, Wolkau im Westen sowie Saultitz im Nordwesten.

## Geschichte

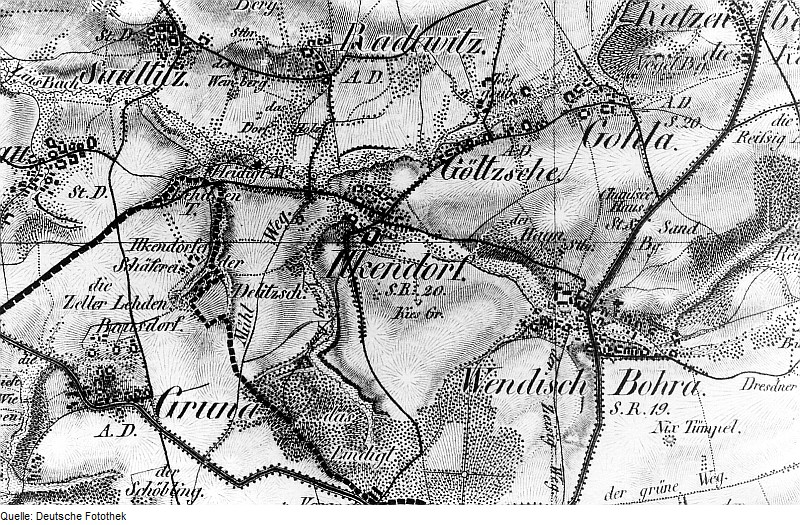
Ilkendorf auf einer Karte von Hermann Oberreit (vor 1843)

Die erste belegte Ortsnamenform datiert von 1334 als Eylkendorf bzw. Eikendorf. 1336 wird erstmals ein Herrensitz und 1412 ein Vorwerk erwähnt, 1551 gehörte der Ort zum Rittergut Wendischbora. Mitte des 16. Jahrhunderts war eine Familie Schneider mit dem Rittergut Ilkendorf beliehen. 1612 war Georg von Lokowitz Erb-, Lehn- und Gerichtsherr. Ihm folgte Georg Heinrich von Preuss auf Wendischbora. Von 1677 bis 1718 besaß es Leutnant Elder von der Planitz. 1727 ging Ilkendorf in den Besitz des Freiherren von Banner über, 1732 an Oberkriegskommissar Schüssler. Die Familie besaß das Rittergut, bis es 1827 die Familie von Schwerdtner kaufte.
August Schumann nennt 1817 im Staats-, Post- und Zeitungslexikon von Sachsen Ilkendorf betreffend u. a.:

„Es hat 11 ½ Hufen, eine Mühle von 2 Gängen, ist nach Raußlitz eingepfarrt, und gehört dem hiesigen altschriftsässigen Rittergute, dem auch das Dorf Bodenbach und das Lehnden-Vorwerk zuständig sind.“

1935 wurden Göltzscha, Gohla, Lindigtvorwerk, Katzenberg und Radewitz eingemeindet sowie der Grunaer Ortsteil Lindigtvorwerk nach Ilkendorf umgegliedert. 1936 wurde der Ortsteil Neugohla nach Wendischbora umgegliedert. 1950 kam noch Ilkendorfer Lehden zur Gemeinde Ilkendorf.
Zum 1. Januar 1973 wurde die Gemeinde Ilkendorf in die Gemeinde Heynitz eingegliedert. Letztere wurde am 1. Januar 2003 in die Stadt Nossen eingegliedert, womit es seitdem ein Gemeindeteil von Nossen ist.
Das ursprünglich aus dem Jahr 1334 stammende Gutshaus dient heute als Firmensitz für die Baufirma des Besitzers, welcher das Anwesen Ende der 1990er Jahre erworben hatte. Nachdem die Stallgebäude – welche zu DDR-Zeiten einer LPG dienten – zuerst abgerissen werden sollten, wurden sie schließlich in einen 2006 eröffneten Reiterhof einbezogen.

## Entwicklung der Einwohnerzahl
| Jahr    | Einwohnerzahl                                         |
| ------- | ----------------------------------------------------- |
| 1547/51 | 12 besessene Mann, 4 Gärtner, 31 Inwohner, 13 ¾ Hufen |
| 1764    | 14 besessene Mann, 14 Häusler, 11 Hufen               |
| 1834 1  | 311                                                   |
| 1871 1  | 400                                                   |

| Jahr   | Einwohnerzahl |
| ------ | ------------- |
| 1890 1 | 339           |
| 1910   | 299           |
| 1925   | 323           |
| 1939 2 | 574           |

| Jahr   | Einwohnerzahl |
| ------ | ------------- |
| 1946 2 | 846           |
| 1950 3 | 779           |
| 1964 3 | 507           |
| 2019   | 131           |

## Persönlichkeiten
- Oskar von Busse (1848–1908), Offizier der Infanterie, Militär-Schriftsteller und Übersetzer
- Alfred Kirchner (1907–nach 1963), Bergmann und SED-Politiker